# 悪石島 (小惑星)
悪石島（あくせきじま、10164 Akusekijima）は小惑星帯に位置する小惑星のひとつ。
1995年1月27日、小林隆男が群馬県大泉町で発見した。

## 名称
鹿児島県鹿児島郡十島村に属するトカラ列島の悪石島にちなむ。命名は2003年5月の小惑星回報（MPC 48390）で公表された。
この名称は並木光男が推薦したものである。並木は悪石島に関心を持った契機のひとつとして、2009年7月22日の日食における皆既日食帯の中心に日本で最も近い島となることを挙げている。
悪石島の命名と同時に、小林が発見した小惑星に対して、トカラ列島にちなんだ (10159) トカラ、(10161) 中之島、(10166) 宝島 （以上は並木の推薦）および、鹿児島県の地名に由来する (10178) 入来 の命名がされている。

## 註
1. ↑  MPC 48390（2003年5月1日）
2. 1 2  2003.05.16　鹿県の地名を冠した新小惑星、多数誕生 Archived 2007年9月28日, at the Wayback Machine. - せんだい宇宙館